# Marinetrainingszentrum Nagasaki

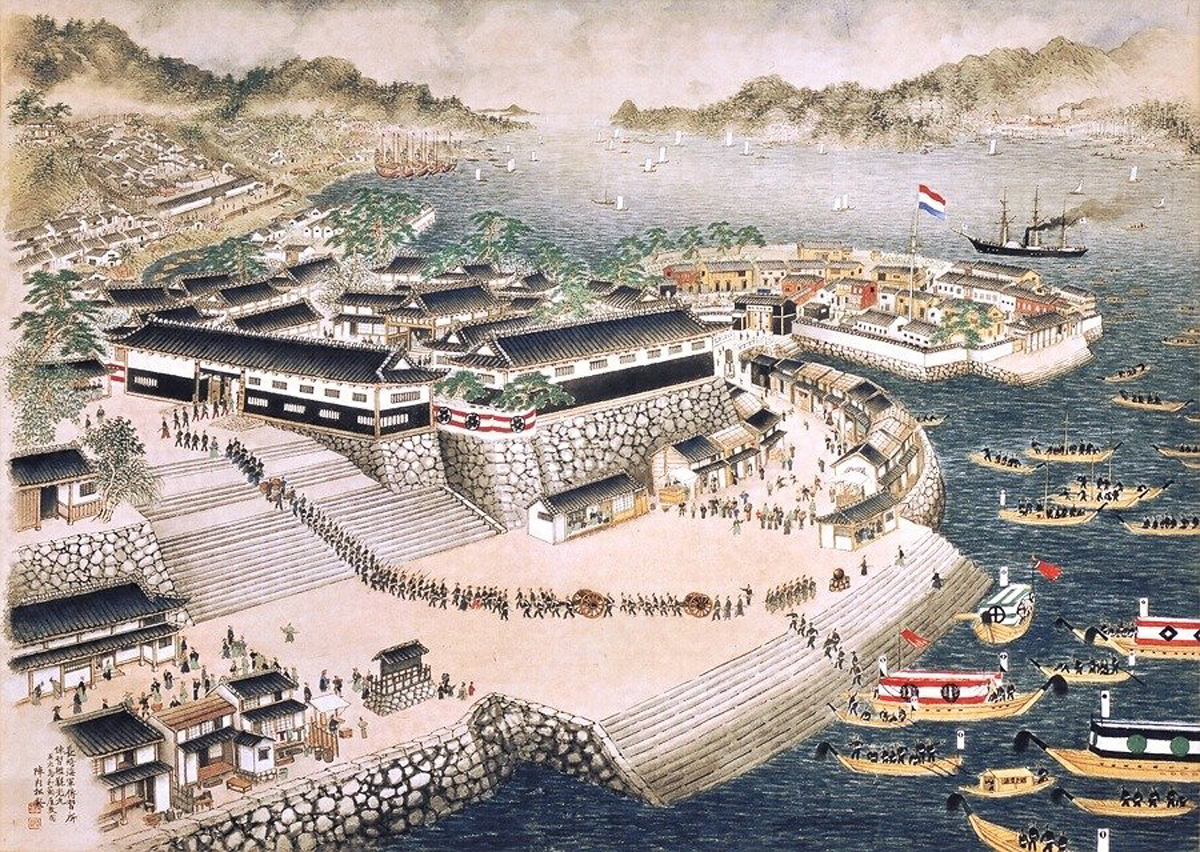
Das Marinetrainingszentrum Nagasaki, in Nagasaki, nahe der Insel Dejima.

Das Marinetrainingszentrum Nagasaki (jap. 長崎海軍伝習所, Nagasaki kaigun denshūjo) wurde 1855 von der Regierung des Shōgun in Japan gegründet.  Die Entscheidung, diese Institution zu gründen, war zusammen mit dem Kauf moderner, dampfbetriebener Kriegsschiffe Teil der Modernisierungsaktivitäten des Bakufu nach der erzwungenen Öffnung Japans durch Matthew Perry im Jahre 1854.
Das Zentrum wurde bei der holländischen Niederlassung auf der Insel Dejima in Nagasaki errichtet, wo der Transfer holländischen Know-hows optimal möglich war. Der Direktor war Nagai Naoyuki. Zur Ausstattung gehörte das erste japanische Dampfschiff, die Kankō Maru, das 1855 von der Regierung der Niederlande an Japan übergeben worden war.
Admiral Enomoto Takeaki war einer der Absolventen des Trainingszentrums.